# Plebejus indica
Plebejus indica är en fjärilsart som beskrevs av Evans 1925. Plebejus indica ingår i släktet Plebejus och familjen juvelvingar. Inga underarter finns listade i Catalogue of Life.